# 로버트 크럼

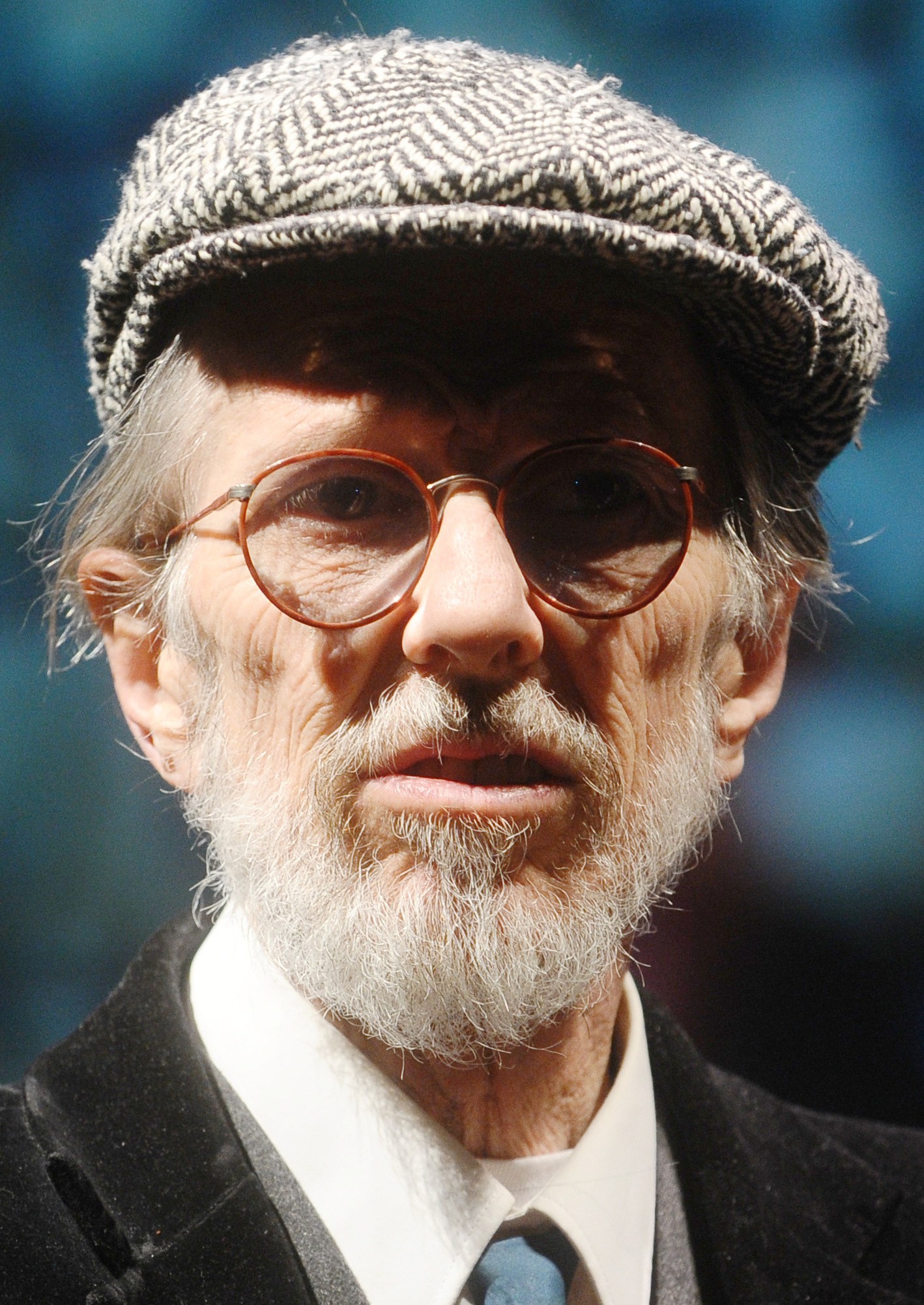
Crumb (2014)

로버트 크럼(Robert Crumb, 1943년 8월 30일 ~ )은 미국 태생의 만화가, 음악가이다.
언더그라운드 만화의 대표격인 인물로, 현대 미국 문화에 대한 풍자로 잘 알려져있다. 배우자 알린 코민스키크럼 역시 유명한 언더그라운드 만화 작가이다.
한국어로는 2004년 대한민국에서 로버트 크럼의 아메리카(R. Crumb's America)가 번역되어 출판되었다.

## 가족 관계
- 알린 코민스키크럼 - 배우자
- 소피 크럼 - 딸
- 찰스 크럼 - 형제
- 맥슨 크럼 - 형제

## 같이 보기
- 분류:로버트 크럼
- 언더그라운드 만화
- 트리나 로빈스